# Mario Castillo
Mario Alfonso Castillo Díaz (San Miguel, 30 ottobre 1957) è un ex calciatore salvadoregno, di ruolo difensore.